# ثورنتون وايلدر
ثورنتون وايلدر (بالإنجليزية: Thornton Niven Wilder) (و. 1897 – 1975 م) هو كاتب مسرحي، وروائي، وكاتب سيناريو أمريكي، ولد في ماديسون، ويسكنسن، وكان عضوًا في الأكاديمية الأمريكية للفنون والآداب، توفي في هامدن، عن عمر يناهز 78 عاماً.

## التعليم
تعلم في جامعة برنستون، وكلية أوبرلين، وجامعة ييل، وثانوية بيركيلي ‏.

## سنواته الأولى والعائلة
وُلد وايلدر في ماديسون (مقاطعة دان)، ولاية ويسكونسن، لوالده آموس باركر وايلدر، الذي كان محررًا في صحيفة ثم أصبح دبلوماسيًا أمريكيًا، ووالدته إيزابيلا ثورنتون نيفين. 
كان لديه خمسة أشقاء، توفي اثنان منهم في أثناء الولادة، أمضى بقية الأطفال جزءًا من طفولتهم في الصين عندما استقر والدهم في هونغ كونغ وشنغهاي في منصب القنصل الأمريكي العام. أصبح شقيقه الأكبر، آموس نيفين وايلدر، أستاذًا في اللاهوت في مدرسة هارفارد ديفينيتي، وشاعرًا بارزًا بالإضافة إلى دوره الفعال في تطوير مجال النظريات. أما أخته إيزابيل وايلدر فهي كاتبة بارعة. كان لديه شقيقتان أيضًا: شارلوت وايلدر وهي شاعرة، وجانيت وايلدر داكين وهي عالمة في مجال الحيوان. 

## التعليم
بدأ وايلدر كتابة المسرحيات في أثناء وجوده في مدرسة ثاشر في أوجي، كاليفورنيا. عاشت عائلته بعض الوقت في الصين، وهناك وُلدت شقيقته جانيت في عام 1910. التحق بمدرسة شيفو التابعة للبعثة الإنجليزية الصينية في يانتاى لكنه عاد مع والدته وأشقائه إلى كاليفورنيا في عام 1912 بسبب الظروف السياسية غير المستقرة في الصين في ذلك الوقت. تخرج ثورنتون من مدرسة بيركلي الثانوية في عام 1915. 
رُقّي إلى رتبة عريف بعد أن خدم مدة ثلاثة أشهر في سلاح المدفعية التابع للجيش في فورت آدامز، رود آيلاند، في الحرب العالمية الأولى، ثم التحق بكلية أوبرلين قبل حصوله على درجة البكالوريوس في الآداب عام 1920 من جامعة ييل. وهناك صقل مهاراته في الكتابة بصفته عضوًا في جمعية ألفا دلتا، وهي جمعية أدبية. حصل أيضًا على درجة الماجستير في الآداب الفرنسية من جامعة برينستون عام 1926. 

## مهنته

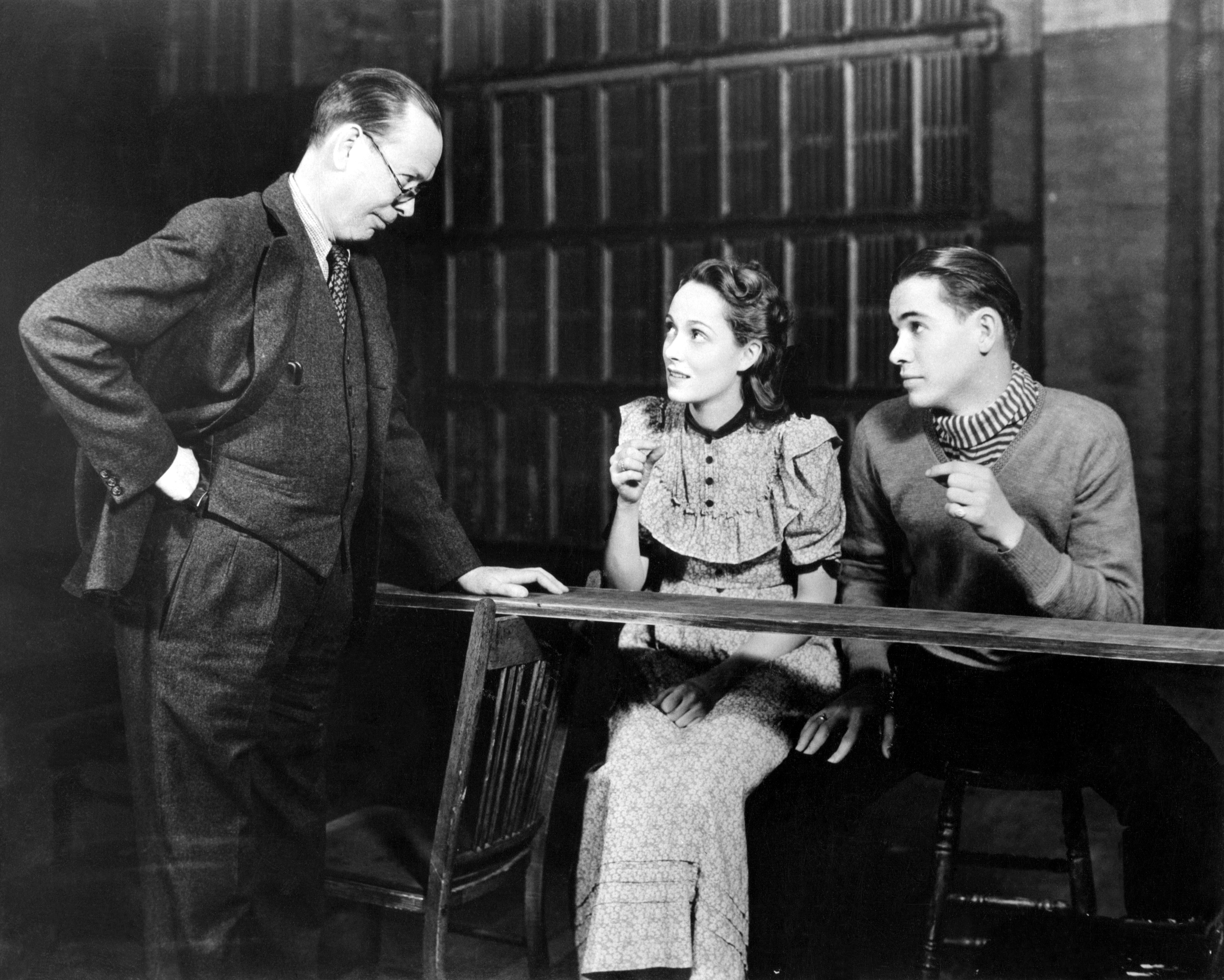
فرانك كرافن ومارثا سكوت وجون كرافن في الإنتاج الأصلي لمسرحية مدينتنا على مسرح برودواي، والتي نُشرت عام 1938، والتي فازت بجائزة بوليتسر للدراما

ذهب وايلدر بعد تخرجه إلى إيطاليا ودرس علم الآثار واللغة الإيطالية (1920–1921) ضمن إقامته في الأكاديمية الأمريكية في روما مدة ثمانية أشهر، ثم درّس اللغة الفرنسية في مدرسة لورينسفيل في نيو جيرسي ابتداءً من عام 1921. نُشرت روايته الأولى، الكابالا، عام 1926. وفي عام 1927، حققت له روايته الثانية جسر سان لويس ري نجاحًا تجاريًا كبيرًا بالإضافة إلى حصوله على جائزة بوليتزر الأولى (1928). استقال من مدرسة لورانسفيل في عام 1928. ثم درّس في جامعة شيكاغو  منذ عام 1930 إلى عام 1937 وخلال هذه الفترة نشر ترجمته عن كتاب لأندريه أوبي تحت عنوان (لوكريس) في عام 1933. وفي شيكاغو، أصبح مشهورًا بصفته محاضرًا وتصدّر صفحات المشاهير. حصل في عام 1938 على جائزة بوليتزر عن فئة الدراما عن مسرحيته بلدتنا، وفاز بالجائزة مرة أخرى في عام 1943 عن مسرحيته جلد أسناننا.
رُقّي في أثناء الحرب العالمية الثانية إلى رتبة عقيد في القوات الجوية لجيش الولايات المتحدة، أولاً في إفريقيا، ثم في إيطاليا حتى عام 1945. وحصل على العديد من الجوائز عن خدمته العسكرية. عمل مدة عام أستاذًا زائرًا في جامعة هارفارد، وعلى الرغم من أنه اعتبر نفسه مُدرّسًا أولاً وكاتبًا ثانيًا، استمر في الكتابة طوال حياته، وحصل على جائزة السلام الألمانية لتجارة الكتب عام 1957 ووسام الحرية الرئاسي عام 1963 وجائزة الكتاب الوطنية عام 1968 عن روايته (اليوم الثامن).
كونه بارعًا في أربع لغات، ترجم وايلدر مسرحيات لأندريه أوبي وجان بول سارتر، وكتب الليبرتيو لأوبرا عشاء عيد الميلاد الطويل، من تأليف بول هندميث. طلب منه أيضًا المخرج ألفريد هيتشكوك، الذي أعجب بأعماله كثيرًا، أن يكتب السيناريو الخاص بفيلمه التشويقي شادو أوف إيه داوت، أكمل وايلدر المسودة الأولى من السيناريو لـهيتشكوك.

## الخدمة العسكرية
خدم في القوات البرية للولايات المتحدة.

## جوائز وترشيحات
حصل على جوائز منها:
جوائز
- جائزة السلام الألمانية لتجارة الكتب (1957)
- جائزة بوليتزر عن فئة الدراما (1938)
- وسام الحرية الرئاسي
- الجائزة الوطنية للكتاب عن فئة الخيال [الإنجليزية]‏ (1968)
- جائزة الكتاب الوطني [الإنجليزية]‏

ترشيحات
- جائزة نوبل في الأدب (1929)
- جائزة نوبل في الأدب (1949)
- جائزة نوبل في الأدب (1958)
- جائزة نوبل في الأدب (1959)
- جائزة نوبل في الأدب (1962)
- جائزة نوبل في الأدب (1963)
- جائزة نوبل في الأدب (1964)
- جائزة نوبل في الأدب (1965)
- جائزة نوبل في الأدب (1966)

ترشح لـ:
- جائزة نوبل في الأدب (1965)[30]
- جائزة نوبل في الأدب (1965)
- جائزة نوبل في الأدب (1964)
- جائزة نوبل في الأدب (1963)
- جائزة نوبل في الأدب (1962)
- جائزة نوبل في الأدب (1959)
- جائزة نوبل في الأدب (1958)
- جائزة نوبل في الأدب (1949)
- جائزة نوبل في الأدب (1929).

## وصلات خارجية
- ثورنتون وايلدر على موقع أوليمبيديا (الإنجليزية)

- ثورنتون وايلدر على موقع IMDb (الإنجليزية)
- ثورنتون وايلدر على موقع الموسوعة البريطانية (الإنجليزية)
- ثورنتون وايلدر على موقع مونزينجر (الألمانية)
- ثورنتون وايلدر على موقع ألو سيني (الفرنسية)
- ثورنتون وايلدر على موقع ميوزك برينز (الإنجليزية)
- ثورنتون وايلدر على موقع أول موفي (الإنجليزية)
- ثورنتون وايلدر على موقع قاعدة بيانات برودواي على الإنترنت (الإنجليزية)
- ثورنتون وايلدر على موقع قاعدة بيانات الأفلام السويدية (السويدية)
- ثورنتون وايلدر على موقع إن إن دي بي (الإنجليزية)
- ثورنتون وايلدر على موقع ديسكوغز (الإنجليزية)